# Rupert (Virginie-Occidentale)
Pour les articles homonymes, voir Rupert.
Rupert est une ville américaine située dans le comté de Greenbrier en Virginie-Occidentale.
La ville est nommée en l'honneur de son fondateur, le docteur Cyrus A. Rupert. Elle devient une municipalité le 31 décembre 1945.
Selon le recensement de 2010, Rupert compte 942 habitants. La municipalité s'étend sur 0,78 milles carrés (2,02 km2).